# Drosophila persimilis
Espèce
Drosophila persimilis est une espèce d'insectes diptères de la famille des Drosophilidae. Cette mouche appartient au même sous-groupe du genre Drosophila que Drosophila melanogaster. 
Le génome de Drosophila persimilis est entièrement séquencéet les informations relatives à cet organisme sont compilées dans FlyBase.

## Publication originale
- Dobzhansky & Epling, 1944 : Contributions to the genetics, taxonomy, and ecology of Drosophila pseudo-obscura and its relatives, i. Taxonomy, geographic distribution, and ecology of Drosophila pseudo-obscura and its relatives. Publications of the Carnegie Institution, n. 554 p. 1-40.